# کوهی ایمازکی
کوهی ایمازکی (انگلیسی: Kohei Imazeki؛ زادهٔ ۲۳ ژوئن ۱۹۹۴) بازیکن فوتبال اهل ژاپن است.